# Stictoptera conturbata
Stictoptera conturbata là một loài bướm đêm trong họ Noctuidae.